# Archevêché orthodoxe grec d'Amérique
L'archevêché orthodoxe grec d'Amérique est une juridiction de l'Église orthodoxe aux États-Unis qui est rattachée canoniquement au Patriarcat œcuménique de Constantinople. L'archevêque porte le titre d'Archevêque d'Amérique. Le siège de son archevêché est à New York.
L'archevêché est membre de la Conférence permanente des Évêques orthodoxes canoniques des Amériques.

## Histoire
Le patriarche Athénagoras Ier de Constantinople exerçait son ministère épiscopal dans cet archevêché quand il a été élu sur le siège de Constantinople.

## Organisation
L'archevêché comprend plusieurs métropoles :
- Archevêché de New York
- Métropole de Chicago
- Métropole du New Jersey
- Métropole d'Atlanta
- Métropole de Denver
- Métropole de Pittsburgh
- Métropole de Boston
- Métropole de Détroit
- Métropole de San Francisco
- Vicariat pour les communautés palestiniennes/jordaniennes aux États-Unis

## Liste des archevêques d'Amérique
- 1922-1930 : Monseigneur Alexandre (1876-1942)
- 1930-1948 : Monseigneur Athénagoras (1886-1972)
- 1949-1949 : Monseigneur Timotheos (1880-1949)
- 1949-1958 : Monseigneur Michel (1892-1958)
- 1959-1996 : Monseigneur Iakovos (1911-2005)
- 1996-1999 : Monseigneur Spyridon (1944)
- 1999-2019 : Monseigneur Demetrios (1928)
- Depuis 2019 : Monseigneur Elpidophoros (1967)